# 新大久保清
新大久保清（しんおおくぼきよし）は日本の元お笑いタレント。元たけし軍団所属。

## 概要
ビートたけしが弟子に付ける芸名は、社会的には不謹慎と受け取られる物が多いが、その代表的な人物が新大久保清である。
命名の由来は、婦女暴行犯で元死刑囚の大久保清である。これは、1983年にTBSで放送されたテレビドラマ『昭和四十六年 大久保清の犯罪』で、たけしが大久保役を演じていたために、その時期に弟子入りしてきた彼にたけしが思い付きでこの芸名を付けた。

## 出演番組
- スーパージョッキー
- ビートたけしのお笑いウルトラクイズ

## ラジオ
- ビートたけしのオールナイトニッポン